# Малий Лев

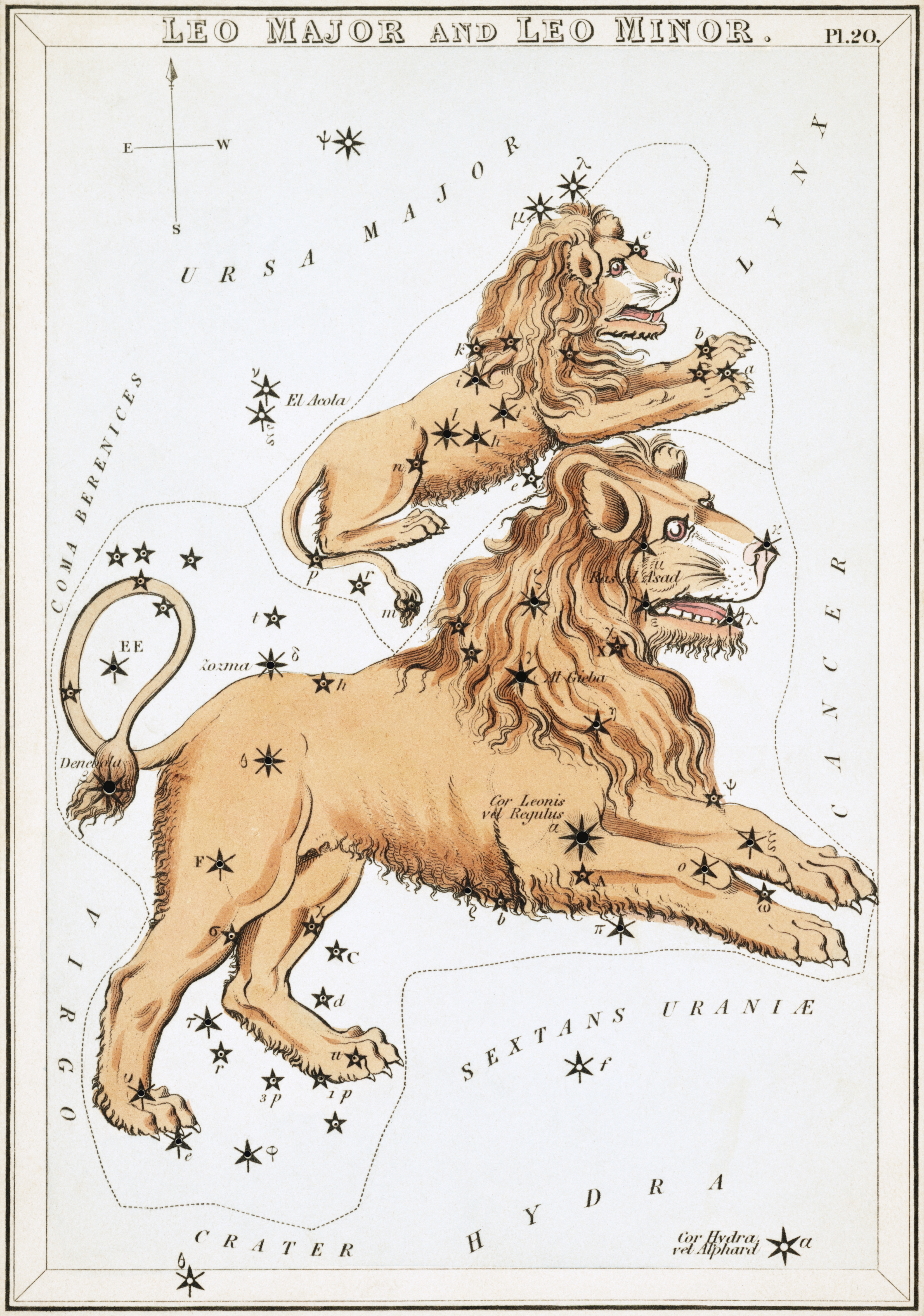
Сузір'я Лева та Малого Лева із «Дзеркала Уранії», набору тематичних карток опублікованого у Лондоні, бл. 1825 року.

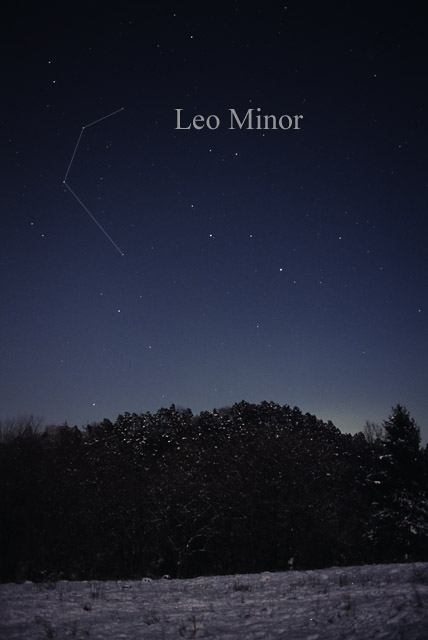
Малий Лев неозброєним оком.

Мали́й Лев (лат. Leo Minor) — сузір'я Північної півкулі неба. Містить 34 зорі, видимих неозброєним оком. Спостерігається на всій території України.
Нове сузір'я. Введене Яном Гевелієм у 1690 році у зоряному атласі Уранографія.

## Зорі
У Малому Леві є лише одна зоря яскравіша від 4-ї зоряної величини.
- 46 Малого Лева (Преципуа) — майже гігант спектрального класу K, знаходиться на відстані 98 світлових років. Не має власного позначення Байєра. Малий Лев — єдине сузір'я, найяскравіша зоря якого на позначається за системою Байєра.
- β Малого Лева — гігант спектрального класу G8. Єдина зоря у Малому Леві, яка має позначення Байєра, хоча при цьому і не є найяскравішою. Значення зоряної величини — 4,21.
- R Малого Лева — холодна змінна зоря типу Міри. Значення зоряної величини змінюється від 6,3 до 13,2 протягом періоду 372,19 днів.
- 20 Малого Лева — ця подвійна зоря розташована на відстані 14,9 парсек від нас, є аналогом Сонця.

## Об'єкти далекого космосу
Найяскравішим з об'єктів далекого космосу у сузір'ї є галактика NGC 3003 із видимою світністю 11,9 m та кутовим розміром 5,9 аркмінут.